# Au fond de mon cœur
Pour plus de détails, voir Fiche technique et Distribution.
Au fond de mon cœur (Deep in My Heart) est un film musical américain de Stanley Donen, sorti en 1954.

## Synopsis
Biographie romancée du compositeur autrichien Sigmund Romberg (1887-1951), auteur de nombreuses comédies musicales à succès sur Broadway au début du XXe siècle.

## Fiche technique
- Titre original : Deep in My Heart
- Titre français : Au fond de mon cœur
- Réalisation : Stanley Donen
- Scénario : Leonard Spigelgass d'après le roman de Elliott Arnold
- Direction artistique : Cedric Gibbons et Edward C. Carfagno
- Décors : Cedric Gibbons et Edward C. Carfagno
- Costumes : Helen Rose et Walter Plunkett
- Photographie : George J. Folsey
- Son : Wesley C. Miller
- Montage : Adrienne Fazan
- Direction musicale : Adolph Deutsch
- Lyrics : Oscar Hammerstein II (The Desert Song, The New Moon, The Night Is Young, Viennese Nights), Otto Harbach (The Desert Song), Herbert Reynolds (The Blue Paradise), Dorothy Donnelly (My Maryland, The Student Prince), Clifford Grey, Sam Coslow (Artists and Models), Harold Atteridge (Dancing Around, Bombo), Rida Johnson Young (Maytime), Alex Gerber (Poor Little Ritz Girl)
- Musique : Sigmund Romberg
- Chorégraphie :  Eugene Loring
- Langue : Anglais
- Production : Roger Edens
- Société de production : Metro-Goldwyn-Mayer
- Format : Couleurs (Technicolor) - 35 mm - 1,75:1 - Son mono
- Durée : 132 minutes
- Dates de sortie :
  - États-Unis : 24 décembre 1954
  - France : 31 août 1960

## Distribution
- José Ferrer (VF : Jean Piat) : Sigmund Romberg
- Merle Oberon (VF : Jacqueline Porel) : Dorothy (Dorothée en VF) Donnelly
- Helen Traubel (VF : Hélène Tossy) : Anna Mueller
- Walter Pidgeon (VF : Pierre Morin) : J.J. Shubert
- Paul Henreid (VF : Renaud Mary) : Florenz Ziegfeld
- Doe Avedon (VF : Élina Labourdette) : Lillian Harris Romberg
- Tamara Toumanova : Gaby Deslys
  - Betty Wand : voix chantée de Gaby Deslys
- Paul Stewart : Bert Townsend
- Isobel Elsom : Mrs. Harris
- David Burns (VF : Louis de Funès) : Lazar Berrison, Sr.
- Russ Tamblyn : Lazar Berrison, Jr.
- Jim Backus (VF : Jacques Dynam) : Ben Judson
- Douglas Fowley (VF : Michel Roux) : Harold Butterfield
- Rosemary Clooney : Séquence The Midnight Girl
- Gene Kelly : Séquence Dancing Around
- Fred Kelly : Séquence Dancing Around
  - Ernie Newton : Séquence Dancing Around (voix chantée de Fred Kelly)
- Jane Powell : Séquence Maytime
- Vic Damone : Séquence Maytime
- Ann Miller : Séquence Artists and Models
- Cyd Charisse : The Desert Song
  - Carol Richards : Séquence The Desert Song (voix chantée de Cyd Charisse)
- James Mitchell : Séquence The Desert Song
- Howard Keel : Séquence My Maryland
- Tony Martin : Séquence The New Moon
- Joan Weldon : Séquence The New Moon
- William Olvis : Séquence The Student Prince
- George Murphy : Séquence Girlies of the Cabaret (coupée au montage)
- Esther Williams : Séquence Girlies of the Cabaret (coupée au montage)

## Galerie

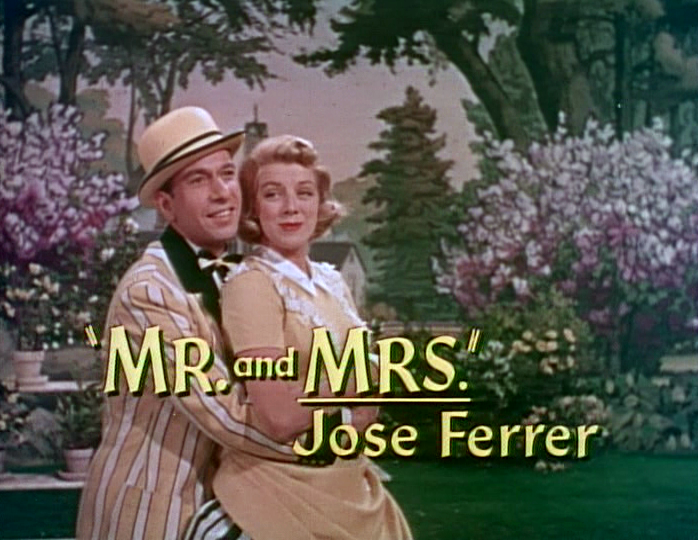
José Ferrer et Rosemary Clooney
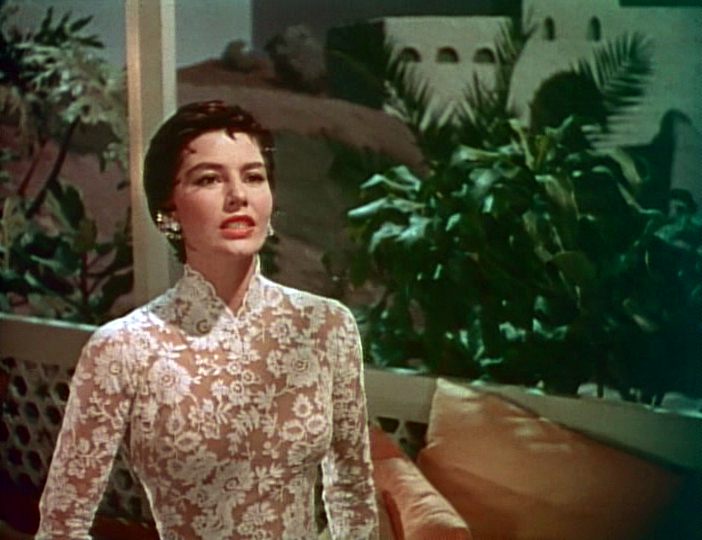
Cyd Charisse
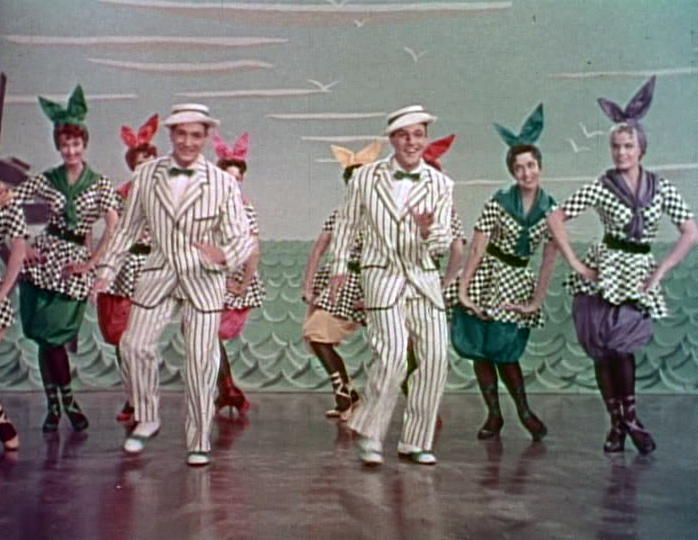
Fred Kelly et Gene Kelly
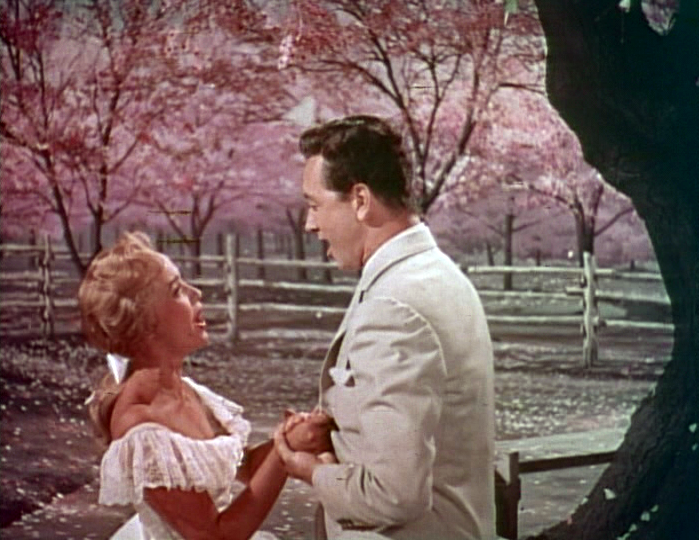
Jane Powell et Vic Damone
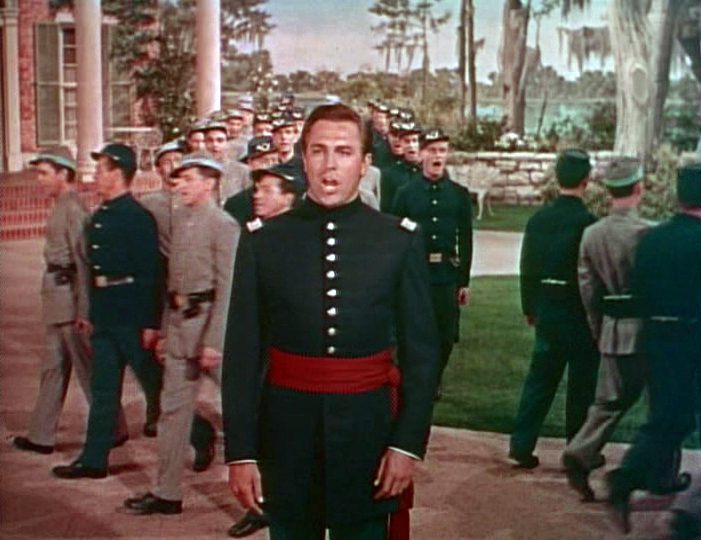
Howard Keel
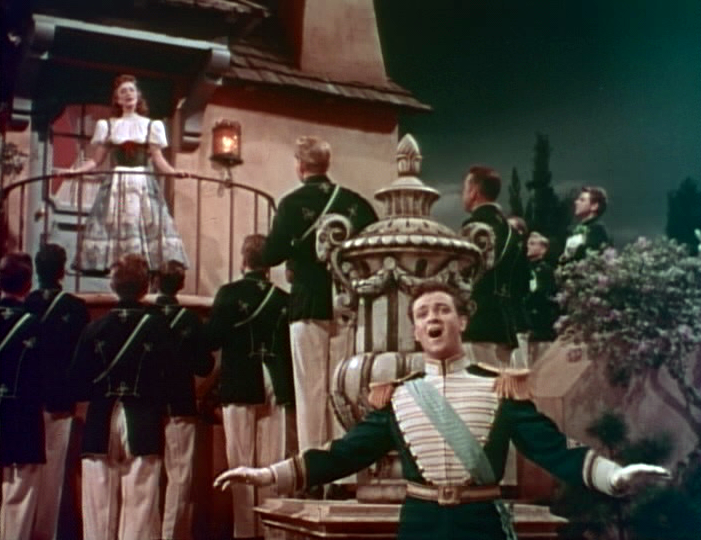
William Olvis
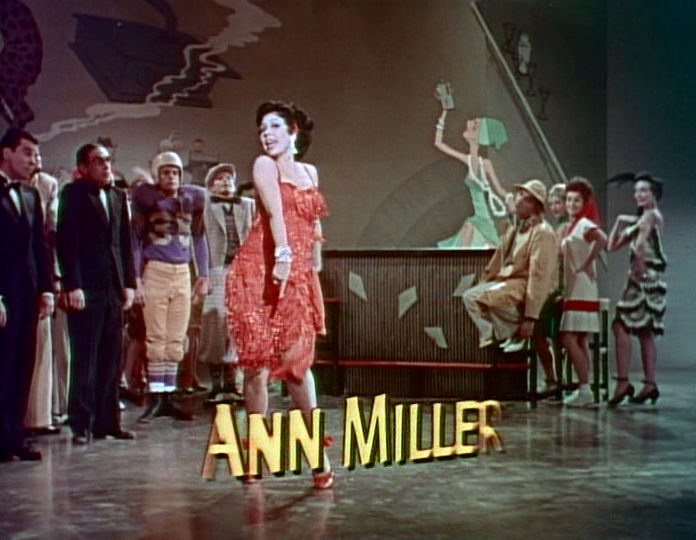
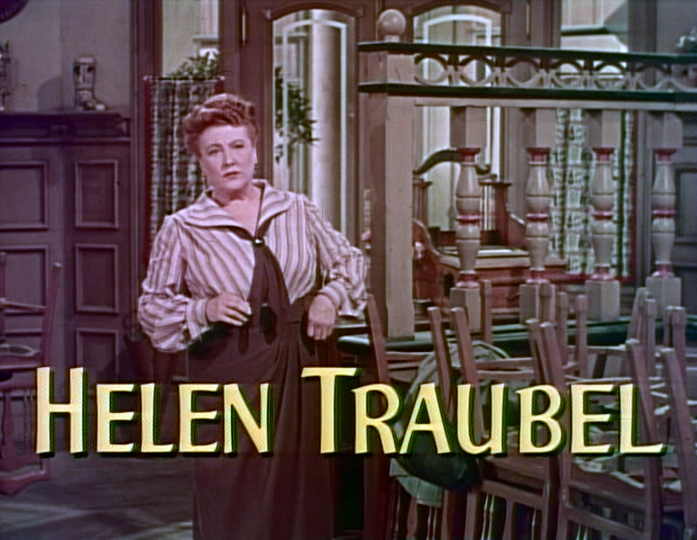

## Chansons du film
- Softly, as in a Morning Sunrise (The New Moon, 1928) - Betty Wand et girls
- Softly, as in a Morning Sunrise (The New Moon, 1928) - Helen Traubel
- Mr. and Mrs. (The Midnight Girl, 1914)[1] - Rosemary Clooney et José Ferrer
- I Love to Go Swimmin' with Women (Dancing Around, 1914)[2] - Gene et Fred Kelly
- Road to Paradise (Maytime, 1917) - Vic Damone
- Will You Remember (Maytime, 1917) - Jane Powell et Vic Damone
- It (Artists and Models, 1924)[3] - Ann Miller
- Serenade (The Student Prince, 1924) - William Olvis
- One Alone (The Desert Song, 1926) - Carol Richards
- Your Land and My Land (My Maryland, 1927) - Howard Keel
- Lover, Come Back to Me (The New Moon, 1928) - Tony Martin, Joan Weldon
- When I Grow Too Old to Dream (The Night Is Young, film de 1935) - José Ferrer et chœur
- Leg of Mutton Rag (1913) - José Ferrer, Helen Traubel
- You Will Remember Vienna (Viennese Nights, film de 1930) - Helen Traubel
- I Love to Say Hello (Poor Little Ritz Girl, 1920)
- I Hate To Say Goodnight - Betty Wand
- Auf Wiedersehn (The Blue Paradise, 1915) - Helen Traubel
- Stout-Hearted Men (The New Moon, 1928) - Helen Traubel
- Jazza-da-dada (Bombo, 1921) - José Ferrer
- Riff Song  (The Desert Song, 1926)

Chansons non utilisées :
- Dance My Darlings (May Wine, 1935) - Helen Traubel
- American Beauty From The USA - William Olvis
- Girlies of the Cabaret - George Murphy, Esther Williams
- One Kiss/Lover Come Back to Me (The New Moon, 1928) - Jane Powell

## Le saviez-vous?
- Il s'agit de la seule apparition au cinéma de Fred Kelly, le frère de Gene Kelly.
- C'est la première apparition au cinéma de la grande soprano wagnérienne, Helen Traubel.
- Lors du tournage, Rosemary Clooney qui venait d'épouser José Ferrer attendait son premier enfant, l'acteur Miguel Ferrer. Elle est également la tante de l'acteur George Clooney.
- Jazzboat, la comédie musicale que Romberg compose dans le film pour Al Jolson, n'existe pas. Leur seul projet commun fut Bombo, créée en 1921 au Jolson's 59th Street Theatre. De même, Anna Mueller, le producteur Bert Townsend et les librettistes Ben Judson et Lazar Berrison Sr. sont des personnages de fiction[4].
- Certaines des opérettes à succès du compositeur telles Blossom Time sont absentes du film, la M.G.M. n'ayant pas obtenu les droits[4].
- Bien que l'un des principaux librettistes de Romberg, Oscar Hammerstein II n'apparaît pratiquement pas dans le film car il était à l'époque déjà indissociablement lié au compositeur Richard Rodgers[4] (Oklahoma !, Carousel, South Pacific, Le Roi et moi).
- The Desert Song (Le Chant du désert), opérette créée en 1926 à Broadway[5], a fait l'objet d'une adaptation cinématographique en 1943 mais sans les chansons composées par Romberg.